# Kamienica Pod Czarnym Orłem (Rynek 59)
Kamienica Pod Czarnym Orłem – kamienica na wrocławskim Rynku, na północnej pierzei rynku, zwanej Targiem Łakoci. 
Przed 1945 rokiem kamienica nosiła nazwę Pod Okiem Opatrzności Bożej (j. niem. Zum Auge Gottes). 

## Historia kamienicy i jej architektura
Kamienica została wybudowana pod koniec XIII wieku, jako jedna z ostatnich kamienic w tym wieku na wrocławskim Rynku. Jej relikty z tego okresu zachowały się do dnia obecnego. Ściany budynku zostały wzniesione w wątku wendyjskim. Szerokość fasady wynosiła siedem metrów, przez co kamienica była najmniejszą kamienicą przyrynkową. Miała jedną izbę i dwie lub trzy kondygnacje, przy czym poziom dolnej już w momencie budowania znajdował się dwa metry pod poziomem nawierzchni Rynku. Stanowiła dobudówkę do kamienicy nr 60 poprzedzoną przedprożem, skąd prowadziło frontowe wejście do dolnej kondygnacji. Wejście tylne zachowało się do dzisiaj i znajduje się na wysokości piwnicy. 
W połowie XIV wieku kamienica została rozbudowana: budynek otrzymał trakt tylny i w całości został podpiwniczony. Z okresu renesansowego do obecnych czasów zachowało się sklepienie zwierciadlane w sieni frontowej. Około 1495 roku do tylnej części budynku dobudowano oficynę. W XVII wieku fasada zyskała barokowy wygląd; kamienica miała trzy kondygnacje oddzielone od siebie gzymsem oraz szczyt z półkolistym tympanonem. Pod koniec XVIII wieku, kamienicy nadano wygląd klasycystyczny, dodając opaski okienne, podokienniki oraz głowy w medalionach znajdujących się nad oknami 1. piętra. W zwieńczeniu szczytu znajdowało się godło, a nad wejściem orzeł. 
Przed 1945 rokiem w kamienicy znajdowała się apteka Adler-Apotheke, a po 1945 księgarnia Wydawnictwa importowane. W kolejnych latach była tam cukiernia, a obecnie zajmuje ją pijalnia czekolady.

### Właściciele i postacie związane z kamienicą
Prawdopodobnie w latach 1411/14–1439 kamienica należała do Hansa Baumgartena i jego żony Agnes. W 1439 cały majątek odziedziczyła córka Margareth i jej mąż Matthias Filtz i pozostawał w ich rękach do 1466. Po ich śmierci udziały w spadku począł wykupywać ich syn Niklas i jako samodzielny właściciel figurował do 1500 roku, kiedy to sprzedał dom małżeństwu Michaelowi i Christinie Böhme. Państwo Böhme byli wcześniejszymi właścicielami kamienicy przy Rynku 45 i kamienicy przy Rynku 49.        
W okresie renesansu właścicielem kamienicy był O. Rutte.